# Braithwell
Braithwell är en civil parish i Doncaster i Storbritannien.   Den ligger i grevskapet South Yorkshire och riksdelen England, i den sydöstra delen av landet, 230 km norr om huvudstaden London.